# 유충국 (효이후)
유충국(劉充國, ? ~ 기원전 61년)는 전한 후기의 제후로, 조경숙왕의 손자이다.

## 생애
시원 7년(기원전 80년), 아버지 유기의 뒤를 이어 효후(猇侯)에 봉해졌다.
효이후 20년(기원전 61년)에 죽으니 시호를 절이라 하였고, 작위는 아들 유광명이 이었다.

## 출전
- 반고, 《한서》 권15상 왕자후표 上